# クジマ・ミーニン

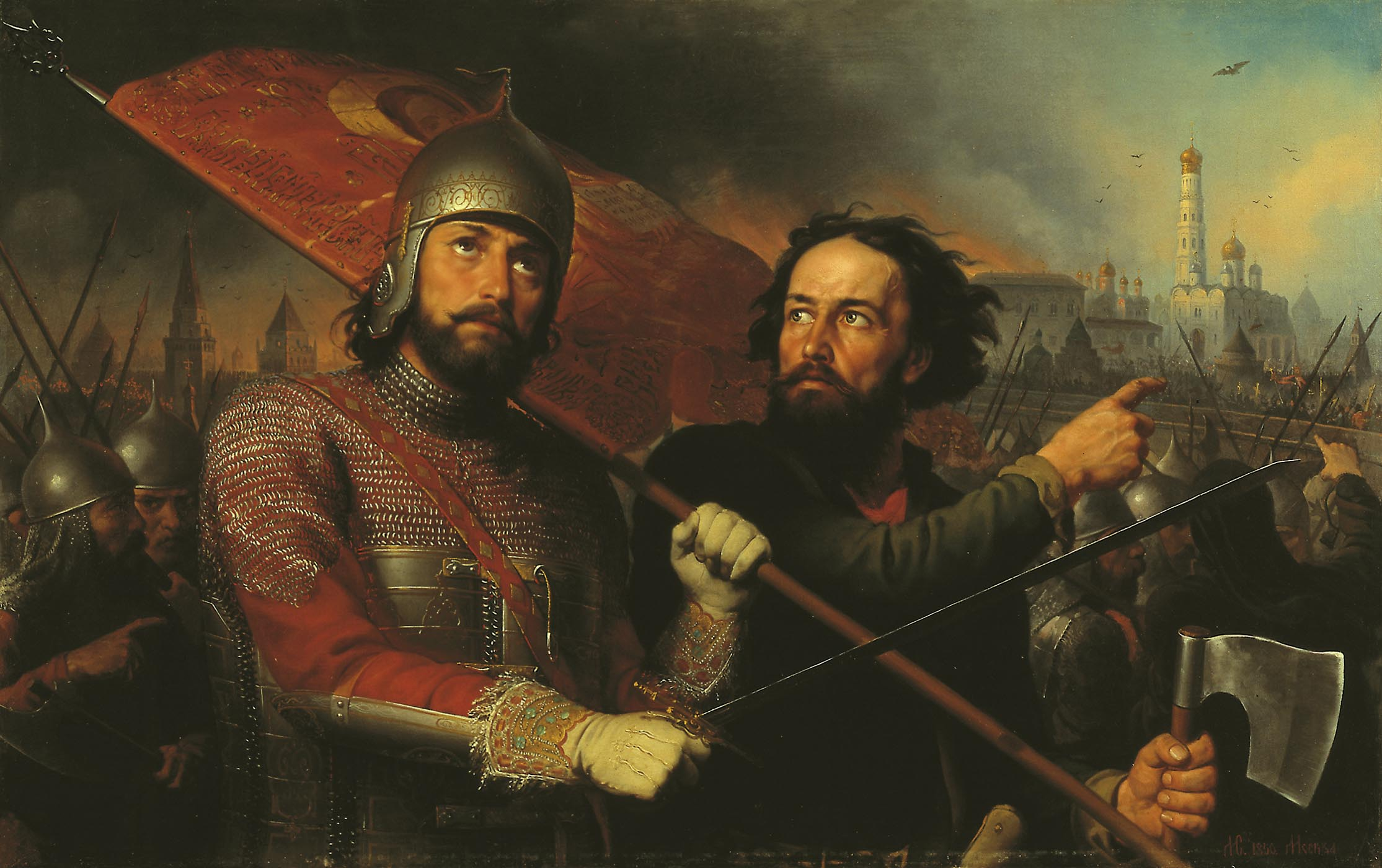
ミーニン(右）とポジャールスキーを描いた19世紀の絵画

クジマー・ミーニン（ロシア語: Кузьма́ Ми́нин、16世紀末 – 1616年）は、モスクワ・ロシアのニジニ・ノヴゴロドの商人、政治家。17世紀始め、ドミートリー・ポジャールスキー公とともに大動乱期のポーランドのロシア侵入に立ち向かい国民的英雄となった。フルネームはクジマ・ミーニチ・ザハーリエフ・スホルーキー（Кузьма́ Ми́нич Заха́рьев Сухору́кий）を名乗り、しばしばコジマ・ミーニン、コジマー・ミーニン（Козьма́ Ми́нин）とも呼ばれる。
ミーニンはバラフナの生まれで、ニジニ・ノヴゴロドで繁盛した肉屋であった。17世紀初頭のロシア・ツァーリ国の政治的混乱（大動乱）に乗じてモスクワを占領したポーランド・リトアニア共和国軍に対する国民義勇軍が組織された。プロコピー・リアプノフらが1611年に組織した第一義勇軍は崩壊したが、1611年秋、ニジニ・ノヴゴロドの商人たちから信頼されていたミーニンは、商人たちから集まった資金を託され、第二義勇軍（第二次国民軍、Второе народное ополчение）を創設し、リーダーとなった。
義勇軍はドミートリー・ポジャールスキー公の指揮のもと1612年11月1日、ポーランド軍をモスクワ・クレムリンから追放した。ミーニンも指揮官として顕著な働きをした。翌1613年に召集された身分制議会ゼムスキー・ソボルで、ミハイル・ロマノフが新たにツァーリに選出され即位したが、ミーニンもミハイル・ロマノフのもとで貴族となり帝国議会の議員となった。
1616年に没し、ニジニ・ノヴゴロドの大聖堂に葬られた。ニジニ・ノヴゴロドのクレムリ前の中央広場はミーニン・ポジャールスキー広場と名付けられている。